# Hoeocryptus undulatus
Hoeocryptus undulatus är en stekelart som beskrevs av Heinrich Habermehl 1902.
Hoeocryptus undulatus ingår i släktet Hoeocryptus och familjen brokparasitsteklar. Inga underarter finns listade i Catalogue of Life.